# Tiro e Queda
Tiro e Queda é uma telenovela brasileira produzida pela JPO Produções e exibida pela Record entre 13 de setembro de 1999 e 7 de fevereiro de 2000, em 126 capítulos, substituindo Louca Paixão e sendo substituída por Marcas da Paixão. Baseada na radionovela britânica Done Deal (1951), de Benjamin Wallace, foi escrita por Luís Carlos Fusco, com colaboração de Vivian de Oliveira, supervisão de texto de Yves Dumont, sob direção de Jacques Lagôa e Rodolfo Silot, com direção geral de José Paulo Vallone.
Conta com Lucinha Lins, Giuseppe Oristânio, Paulo César Grande, Jorge Pontual, Mylla Christie, Cláudio Lins, Karla Muga e Guilhermina Guinle nos papéis principais.

## Enredo
O milionário Raul Amarante organiza um jantar para anunciar seu testamento – onde estão a esposa Isabel, os filhos Daniela, Renato e Marcelo, a irmã Cláudia com o marido Vítor e o sócio Júlio com a esposa Vanessa – porém o conteúdo surpreende: o documento só poderá ser aberto 7 anos depois de sua morte e ninguém poderá mexer no dinheiro ou na empresa até lá. Após uma queda de energia, um tiro mata Raul e todos na sala são suspeitos. Após quase 7 anos, Daniela vive um namoro enfadonho com Gabriel, mas se apaixona pelo mecânico Toninho, o que acaba aproximado os pais viúvos deles, Isabel e o padeiro Neco, despertando um amor inesperado nos dois para irritação de Julio, que espera casar o filho com Daniela e seduzir Isabel.
A outra filha de Neco, Adriana, é uma piriguete que sonha em ser famosa e esnoba o pobretão Pão Doce, se interessando por Renato. O moço, porém, disputa Carolina, filha do mordomo Alfredo, com o irmão Marcelo. Ainda há a cômica Conceição, ex-sogra portuguesa de Neco que implica com tudo que ele faz, e Lúcia, que foi amante de Raul e não sabe se a filha Mariana é filha dele ou do marido. Com a aproximação da abertura do testamento, uma série de assassinatos envolvendo os interessados começa a acontecer, sempre com uma rosa vermelha deixada no local, fazendo com que todos passem a se acusar.

## Produção
Luís Carlos Fusco era grande fã de filmes de mistério e quis transportar o gênero para a novela, citando como influências os filmes de Alfred Hitchcock e Billy Wilder, além de novelas de Janete Clair e A Sucessora, de Manoel Carlos, que era calçada no suspense. Na época a imprensa comparou a novela com A Próxima Vítima, sucesso da Rede Globo quatro anos antes, porém a obra de Sílvio de Abreu também era inspirada em Hitchcock. Três finais com assassinos diferentes foram gravados: o advogado Aranha (Cláudio Mamberti), o mordomo Alfredo (Laerte Morrone) e a filha deste Carolina (Karla Muga) – que foi escolhido para ir ao ar.
Em 2002 a Record chegou a anunciar uma reprise para substituir a reapresentação de Louca Paixão na faixa da tarde, mas desistiu.

## Elenco
| Ator/Atriz         | Personagem                 |
| ------------------ | -------------------------- |
| Lucinha Lins       | Isabel Amarante            |
| Giuseppe Oristânio | Neco Cordeiro              |
| Paulo César Grande | Júlio Bellini              |
| Jorge Pontual      | Antônio Cordeiro (Toninho) |
| Mylla Christie     | Daniela Amarante           |
| Cláudio Lins       | Renato Amarante            |
| Cláudio Fontana    | Marcelo Amarante           |
| Karla Muga         | Carolina Gomes             |
| Guilhermina Guinle | Adriana Cordeiro           |
| Eri Johnson        | Pão Doce                   |
| Geórgia Gomide     | Conceição Cordeiro         |
| Antônio Petrin     | Detetive Reis              |
| Angelina Muniz     | Lúcia Pires                |
| Reynaldo Gonzaga   | Rogério Pires              |
| Sônia Lima         | Cláudia Magalhães          |
| Dênis Derkian      | Vítor Magalhães            |
| Myrian Rios        | Vanessa Bellini            |
| Fausto Maule       | Gabriel Bellini            |
| Vanessa Vholker    | Mariana Pires              |
| Marcos Breda       | Carioca                    |
| Cláudio Mamberti   | Dr. Aranha                 |
| Laerte Morrone     | Alfredo Gomes              |
| Fernando Eiras     | Basílio                    |
| Grace Gianoukas    | Néia                       |
| Cláudio Curi       | Xuxú                       |
| Milton Levy        | Roda Presa                 |
| Maurício Agrella   | Rodinha                    |
| Rosana Muniz       | Paula                      |
| Sandra Théa        | Gilda                      |
| Patricia Carvalho  | Cleide                     |

### Participações especiais
| Ator/Atriz     | Personagem         |
| -------------- | ------------------ |
| John Herbert   | Raul Amarante      |
| Adriano Reys   | Dr. Glauco         |
| Tânia Alves    | Maria Dolores      |
| Ricardo Taylor | Carlão Morte Certa |
| Gílson Gomes   | Marujo             |

## Trilha sonora
Capa: Mylla Christie
1. Tiro e Queda - Junno Andrade (tema de abertura)
2. Te Quero Tanto - Maurício Manieri
3. A Estrada - Cidade Negra
4. Garoto Zona Sul - Molejo
5. Primavera - Jane Duboc
6. Uma História de Amor - Fábio Jr.
7. Sexta-Feira - Laia Vunje
8. Mágico Amor - Marcelo Augusto
9. No Compasso do Criador - Katinguelê
10. Preguiça - Ultraje a Rigor
11. Sem Você (O Sol não Bate) - Taska
12. Coração de Bolero - Tânia Alves
13. Quero Ouvir a Tua Voz - Bala, Bombom e Chocolate
14. Sozinho - Tim Maia